# Arthrocnemum
Arthrocnemum es un género con 43 especies de   fanerógamas perteneciente a la familia Amaranthaceae. Comprende 54 especies descritas y de estas, solo 3 aceptadas.

## Taxonomía
El género fue descrito por Alfred Moquin-Tandon y publicado en Chenopodearum Monographica Enumeratio 111–113. 1840. La especie tipo es: Arthrocnemum fruticosum (L.) Moq.
Etimología
Arthrocnemum: nombre genérico que deriva de las palabras griegas: arthron = "conjunto", y knemis o knemidos = "pierna" o kneme = "la rodilla", por lo tanto "la pierna o la rodilla articulada"

## Especies aceptadas
A continuación se brinda un listado de las especies del género Arthrocnemum aceptadas hasta octubre de 2012, ordenadas alfabéticamente. Para cada una se indica el nombre binomial seguido del autor, abreviado según las convenciones y usos.
- Arthrocnemum ciliolatum Bunge ex Ung.-Sternb.
- Arthrocnemum macrostachyum (Moric.) K.Koch
- Arthrocnemum subterminale (Parish) Standl.